# Лазо Радаковић
Лазар Лазо Радаковић (Могорић, код Госпића, 12. април 1913 — Београд, 23. март 2014), учесник Народноослободилачке борбе, генерал-потпуковник ЈНА и народни херој Југославије.

## Биографија
Рођен је 12. априла 1913. године у Могорићу, код Госпића, у земљорадничкој породици. Основну школу завршио је у родном селу, а затим шест разреда гимназије у Госпићу. Године 1934. завршио је Артиљеријску подофицирску школу Југословенске војске.
Априлски рат 1941, затекао га је, у чину наредника, у Смедереву. На путу за ратну јединицу, немачки војници су га заробили код Дугог Села, али је успео да побегне и врати се у родно село.

### Народноослободилачка борба
Након избијања оружаног устанка под руководством КПЈ, Лазар се придружио организаторима устанка у селу и радио на формирању Могорићке чете, чији је постао командир. Почетком августа, на челу чете је учествовао у нападу на усташке посаде у Плочи и Метку. Октобра 1941. године, био је примљен за члана Комунистичке партије Југославије (КПЈ).
У јесен 1941. године, у саставу Првог личког партизанског одреда „Велебит“, био је формиран његов Први батаљон од устаничких чета из Могорића, Плоче и Радуча, а Лазар је постављен за његовог команданта. Батаљон је штитио села од усташких и италијанских напада и срушио железничку пругу између Госпића и Грачаца.
Учествовао је у нападу на италијанску посаду у Плочи, почетком јануара 1942. године, и у задржавању италијанских снага у Плочанском кланцу у њиховом продору из Личког поља према Удбини. Дана 12. априла 1942, делови његовог батаљона, заједно са Јуришном четом Првог личког одреда „Велебит“, одбили су напад на Могорић више од 4.000 италијанских војника, подржаних снажном артиљеријом. У јулу исте године, његов је батаљон, заједно с осталим личким батаљонима, водио борбе с усташама за Подлапачу и на подручју северозападно од Госпића.
Средином августа 1942, када је формирана Друга партизанска бригада Хрватске, Лазар је био постављен за заменика команданта. После тога је учествовао у борбама на подручју Косиња, Пазаришта и Перјасице, 17. октобра 1942, када је био рањен.
Почетком јануара 1943. године, био је постављен за команданта Прве бригаде Шесте личке дивизије НОВЈ. под његовом командом, Прва бригада је у Четвртој непријатељској офанзиви спречила продор јаких италијанских снага од Грачаца ка Кулен Вакуфу. Током пролећа 1943, бригада је водила успешне борбе против четника у Далмацији и усташа око Госпића.
Од почетка 1944. године, био је оперативни официр у Штабу Деветнаесте севернодалматинске дивизије и Штабу Шесте личке пролетерске дивизије НОВЈ, а у јуну исте године је постављен за команданта Треће бригаде исте дивизије.
После успешних борби на сектору Ливно–Шујица, бригада је под његовом командом кренула на велики марш за Србију. Приликом форсирања Босне крајем јула 1944, остао је одсечен с једним батаљоном бригаде и с њим се прикључио Једанаестој крајишкој дивизији НОВЈ и убрзо прешао Дрину. После ослобођења Ваљева, 24. септембра 1944, стигао је у бригаду и њом командовао у борбама за ослобођење Београда.
Крајем 1944, био је постављен за начелника Штаба Шесте личке пролетерске дивизије и на тој дужности остао до краја рата. Организовао је рад Штаба дивизије у руковођењу борбеним дејствима и дао значајну помоћ нижим штабовима у борбама на Сремском фронту и кроз Славонију. У борби код Славонског Брода, био је тешко рањен.

### Послератни период
После рата, завршио је Вишу војну академију ЈНА и Ратну школу ЈНА. Био је командант дивизије, корпуса и Војног подручја, и на дужности на Вишој војној академији ЈНА. Пензионисан је у чину генерал-потпуковника ЈНА, 1971. године.
Био је почасни члан Секције бораца и потомака Шесте личке пролетерске дивизије „Никола Тесла“ и 35. личке дивизије НОВЈ.
Умро је 23. марта 2014. године у Београду, у 101. години. Сахрањен је 26. марта у Алеји народних хероја на Новом гробљу у Београду.
Носилац је Партизанске споменице 1941. и других југословенских одликовања, међу којима су — Орден заслуга за народ са златним венцем, Орден братства и јединства са златним венцем, Орден партизанске звезде са сребрним венцем и три Ордена за храброст. Орденом народног хероја одликован је 20. децембра 1951. године.